# 余適中
余適中（?—?），四川省潼川府遂寧縣人，清朝政治人物、進士出身。
光緒三年（1877年），参加丁丑科殿試，登進士二甲第87名。同年五月，分部學習。